# Jana Štěpánková

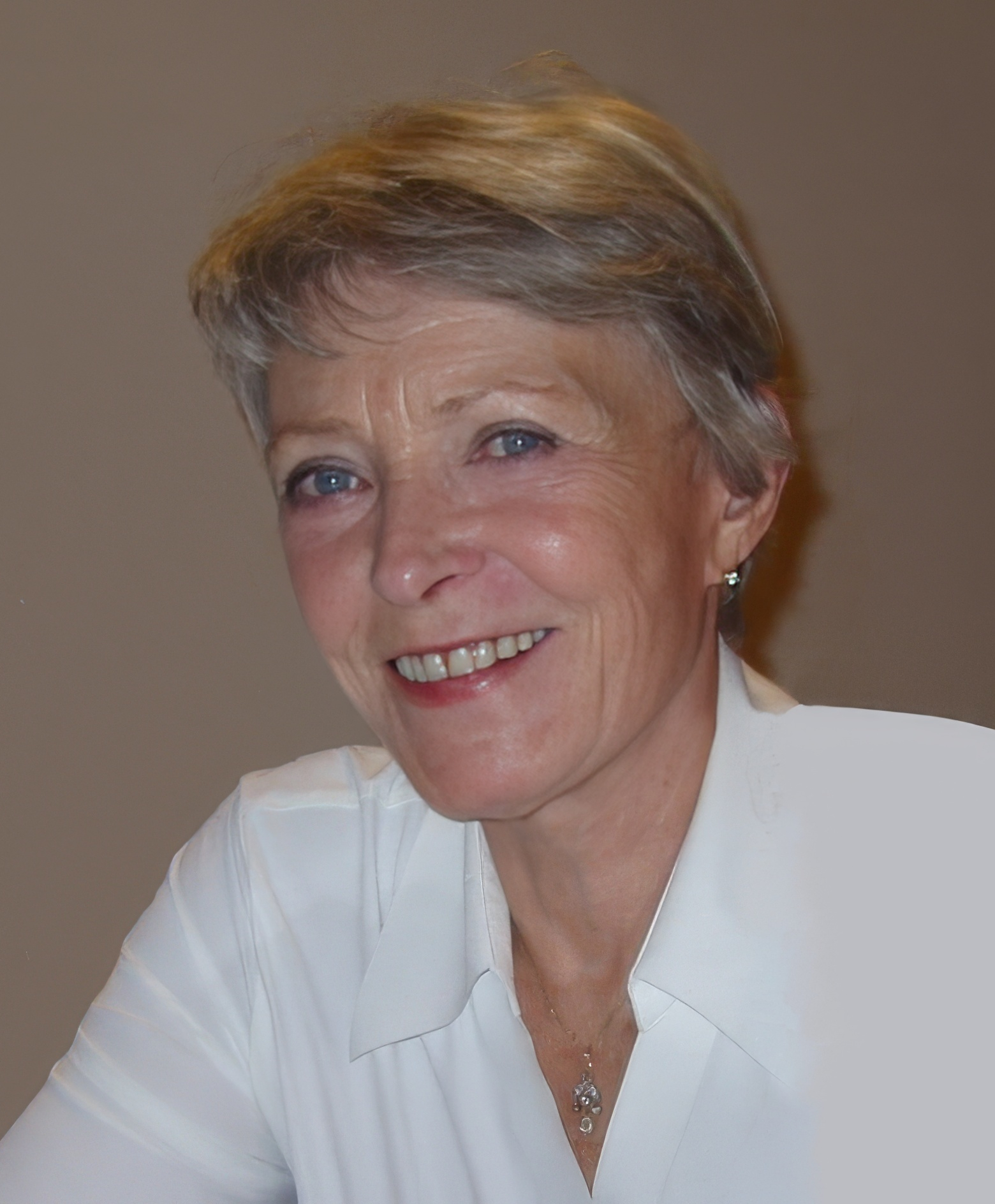
Jana Štěpánková (2009)

Jana Štěpánková (* 6. September 1934 in Žilina, Tschechoslowakei; † 18. Dezember 2018 in Prag, Tschechische Republik) war eine tschechoslowakische Schauspielerin.

## Leben

### Ausbildung und Theater
Jana Štěpánková entstammte einer berühmten tschechischen Künstlerfamilie. Ihr Vater war der Schauspieler Zdeněk Štěpánek, ihre Mutter Elena Hálková die Enkelin des Dichters Vítězslav Hálek. Ihre Halbschwester Kristina Taberyová ist eine bekannte Theaterregisseurin.
Mit 14 Jahren spielte sie das erste Mal Theater. Beim Sommertheater im tschechischen Sommerkurort Železná Ruda, bei dem der örtliche Amateurclub Maxim Gorkis Theaterstück Sommergäste zur Aufführung brachte, übernahm sie an der Seite ihres Vaters die Rolle der Tochter Polja. Im Herbst desselben Jahres begann sie ein Studium am Konservatorium Žilina und setzte ihre Schauspielstudien später an der Theaterfakultät der Akademie der Musischen Künste (Divadelní fakulta Akademie múzických umění v Praze, kurz: DAMU) in Prag fort.
Nach dem Studium trat sie 1954 ihr erstes Theaterengagement am Ostböhmischen Theater (Východočeského divadla Pardubice) in Pardubice an, wo sie sechs Jahre im Ensemble verblieb. Hier spielte sie u. a. Rollen wie die Jungfrau von Orléans, die Roxane in Cyrano von Bergerac und die Titelrolle in Lady Windermeres Fächer.
Von 1959 bis 1972 war sie festes Ensemblemitglied am S.K. Neumann-Theater (Divadlo pod Palmovkou) in Prag, wo sie in klassischen Bühnenrollen wie Eliza Doolittle (in Pygmalion), Desdemona (in Othello, 1959), Rosalinde (in Wie es euch gefällt), Maria Stuart und als Emilia Marty in Die Sache Makropulos (1970) auftrat.
1972 wechselte sie an das Theater in den Weinbergen (Divadle na Vinohradech). Sie arbeitete dort bis 2000. 1976 war sie dort die Königin Gertrude in einer Hamlet-Neuinszenierung, 1988 die Iokaste in König Ödipus.
Am Theater lernte Jana Štěpánková auch ihren späteren Ehemann, den Theaterregisseur Jaroslav Dudek, kennen. Aus der Ehe ging ein Sohn, Jan, hervor. Nach dem Tod ihres Ehemanns († 2000) wurde auch ihr Vertrag am Theater in den Weinbergen nicht verlängert. Jana Štěpánková widmete sich fortan hauptsächlich verschiedenen Rollen im Kino und im Fernsehen.
Später kehrte sie ans Theater zurück. Sie spielte unter anderem mehrere Jahre am Divadlo Na Jezerce in Prag. In der Spielzeit 2017/18 trat sie am Prager Ungelt-Theater (Divadlo Ungelt) gemeinsam mit František Němec in Felix Mitterers Theaterstück Der Panther (Pardal) auf.

### Film und Fernsehen
Jana Štěpánková gehörte seit den 1950er Jahren zu den „wichtigen Persönlichkeiten“ im Kino und Fernsehen der Tschechoslowakei. Sie wirkte in circa 80 Kino- und TV-Produktionen mit. Neben ihren Kinorollen, die Filme aller Genres von der Komödie bis zum Thriller umfassten, hatte sie Auftritte in zahlreichen tschechischen Fernsehserien, wo sie meist durchgehende und langjährige Serienrollen spielte.
In den Siebzigerjahren drehte sie gemeinsam mit ihrem Mann für das Tschechoslowakische Fernsehen. Zu solchen Fernseharbeiten gehörte die TV-Serie Alexander Dumas starsi über Alexandre Dumas.
Ihre bekannteste Rolle im deutschsprachigen Raum verkörperte sie in der tschechoslowakischen TV-Serie Das Krankenhaus am Rande der Stadt als Anästhesistin Dr. Dana Králová, die sie in den Jahren 1978 bis 1981, und auch in zwei weiteren Fortsetzungen in den Jahren 2003 und 2008 spielte.

### Ehrungen und Privates
Im September 2009 erhielt Jana Štěpánková anlässlich ihres 75. Geburtstages für „ihren außergewöhnlichen künstlerischen Beitrag zum tschechischen Kulturleben in den letzten fünfzig Jahren“ die Goldmedaille (Zlatá plaketa) der Tschechischen Republik von Staatspräsident Václav Klaus.
Jana Štěpánková starb im Alter von 84 Jahren an den Folgen einer Lungenentzündung.

## Filmografie
- 1953: Nástup (Kino)
- 1954: Hochzeit war noch nicht (Jeste svatba nebyla, Kino)
- 1955: Die Hundsköpfe (Psohlavci, Kino)
- 1958: Die Bombe (Bomba, Kino)
- 1960: Das Geheimnis der Puderdose (Zpívající pudrenka)
- 1963: Tarzanova smrt (Kino)
- 1964: Eine verrückte Familie (Táto, sežeň štěně!,Kino)
- 1967: Das Haus der verlorenen Seelen (Dům ztracených duší, Kino)
- 1970: Alexander Dumas starsi (TV)
- 1970: Vec Makropulos (Theateraufzeichnung, TV)
- 1971: Marie Stuartovna (Theateraufzeichnung, TV)
- 1971–1972: Taková normální rodinka (TV)
- 1976: Palette der Liebe (Paleta lásky, Kino)
- 1978–1981: Das Krankenhaus am Rande der Stadt (TV)
- 1979: Die Blechkavallerie (Plechová kavalérie, TV)
- 1983: Der letzte Zug (Poslední vlak, Kino)
- 1984: Der Wunschkindautomat (Bambinot, TV)
- 1986: Synové a dcery Jakuba skláre (TV)
- 1988: Gespenster aus dem Dachfenster (Strašidla z vikýře, Kino)
- 1994: Královnina smecka psu (TV)
- 1998–2005: Ranc U Zelené sedmy (TV)
- 2003: Das Krankenhaus am Rande der Stadt – 20 Jahre später (TV)
- 2008: Nemocnice na kraji mesta – nove osudy (TV)
- 2015–2016: Doktor Martin (TV)
- 2017: Kvarteto (Kino)
- 2018: Doktor Martin: Záhada v Beskydech (Kino)